# Круглянська сільська рада (Звіриноголовський район)
Кругля́нська сільська рада (рос. Круглянский сельский совет) — сільське поселення у складі Звіриноголовського району Курганської області Росії.
Адміністративний центр — село Кругле.
Населення сільського поселення становить 1123 особи (2017; 1371 у 2010, 1849 у 2002).
Станом на 2002 рік існувала окремо Красногорська сільська рада (село Красногорка, присілок Краснознаменка).

## Склад
До складу сільського поселення входять:
| Населений пункт          | Населення, осіб (2002) | Населення, осіб (2010) |
| ------------------------ | ---------------------- | ---------------------- |
| Верхня Алабуга, присілок | 391                    | 255                    |
| Комсомольська, присілок  | 333                    | 221                    |
| Красногорка, село        | 197                    | 118                    |
| Краснознаменка, присілок | 28                     | 25                     |
| Кругле, село             | 900                    | 752                    |